# Domesmont
Domesmont is een gemeente in het Franse departement Somme (regio Hauts-de-France) en telt 41 inwoners (2009). De plaats maakt deel uit van het arrondissement Amiens.

## Geografie
De oppervlakte van Domesmont bedraagt 1,9 km², de bevolkingsdichtheid is dus 21,6 inwoners per km².
De onderstaande kaart toont de ligging van Domesmont met de belangrijkste infrastructuur en aangrenzende gemeenten.

## Demografie
Onderstaande figuur toont het verloop van het inwonertal (bron: INSEE-tellingen).